# پیمان ۱۹۴۲ بریتانیا و شوروی
پیمان آنگلو-اتحاد جماهیر شوروی ، به طور رسمی توافقنامه همکاری متقابل بین انگلستان و اتحادیه جمهوری های سوسیالیستی اتحاد جماهیر شوروی شناخته می شود ،بر اساس این پیمان اتحاد نظامی و سیاسی بین اتحاد جماهیر شوروی و امپراتوری بریتانیا برقرار شد که تا پایان جنگ جهانی دوم بود.

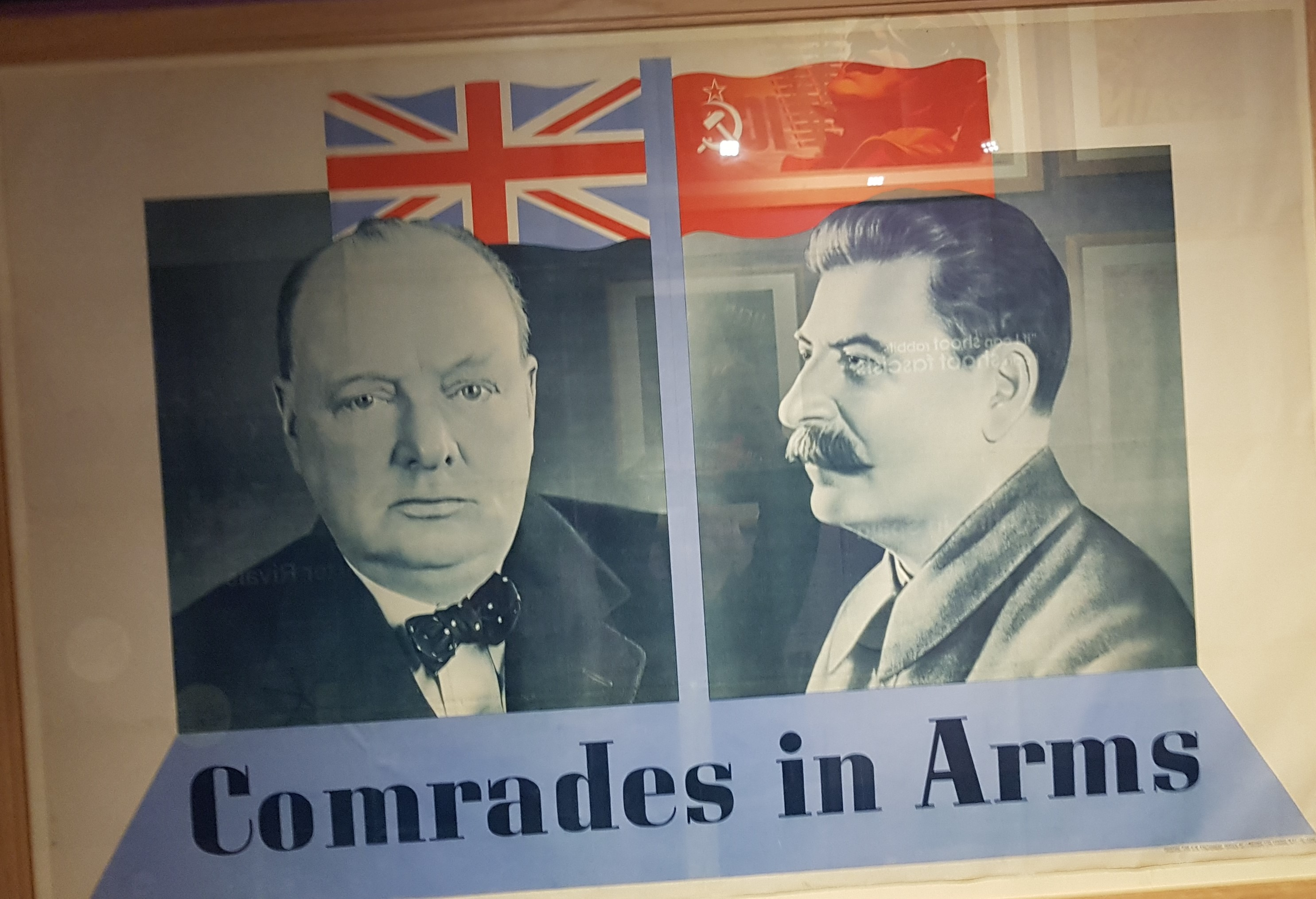
شرکا در کنار یکدیگر

این پیمان در ۲۶ مه سال ۱۹۴۲ توسط وزیر خارجه بریتانیا ، آنتونی ایدن ، و وزیر خارجه شوروی ، ویاچسلاو مولوتف در لندن به امضا رسید . 

## زمینه
نخستین جلسه برای بحث در مورد این پیمان در ۱۵ دسامبر سال ۱۹۴۱، یک هفته پس از پیوستن ایالات متحده به امپراتوری بریتانیا و اتحاد جماهیر شوروی برای مخالفت با نیروهای محور انجام شد . 
یکی از اهداف ژوزف استالین ، رئیس دولت اتحاد جماهیر شوروی ، ایجاد توافق ارضی برای اروپا پس از جنگ بود که تا حد زیادی بین انگلیس و اتحاد جماهیر شوروی تقسیم می شود. 
استالین امیدوار بود قبل از ضررهای خود در طول عملیات بارباروسا ، حمله آلمان به اتحاد جماهیر شوروی که از ۲۲ ژوئن ۱۹۴۱ آغاز شد ، سرزمین هایی را که توسط اتحاد جماهیر شوروی از جمله فنلاند ، استونی ، لتونی ، لیتوانی ، رومانی ، اوکراین و بلاروس از دست رفته بود ، به دست آورد. . در عوض ، انگلیس برای داشتن پایگاه های دریایی و عبور دریایی از کانال مانش ، دریای شمال و دریای بالتیک اجازه استفاده از پایگاه های دریایی و عبور دریایی را می داد . 

## غیبت بیشتر متفقین
سایر متفقین از جمله استرالیا ، نیوزلند ، هند و چین از بحث و گفتگوها غایب بودند ، اگرچه همه آنها پیش از سال ۱۹۴۱ به قدرتهای محور جنگ اعلام کرده بودند. همچنین متفقین که دولتهایی در تبعید داشتند ، از جمله چکسلواکی و فرانسه ، نماینده ای نداشتند زیرا کشورهایشان توسط آلمان اشغال می شدند. این در حالی بود که هدف اولیه شوروی هدایت ساختار پس از جنگ این کشورها بود.

## اهمیت
این معاهده نمایانگر گذار برای انگلیس بود ، که بخشی از موقعیت ابرقدرت خود را فدای دولت ضعیف شده خود می دانست اما همچنان در جریان مذاکرات ، قدرت دیپلماتیک خود را اعمال می کرد. 